# Сан-Маркос (Техас)
Сан-Маркос (англ. San Marcos) — місто (англ. city) в США, адміністративний центр округу Гейс, Колдвелл і Гвадалупе штату Техас. Населення — 67 553 особи (2020). Місто розташоване близько автомагістралі I-35 між Остіном та Сан-Антоніо.

## Географія
Сан-Маркос розташований за координатами 29°52′37″ пн. ш. 97°55′54″ зх. д. / 29.87694° пн. ш. 97.93167° зх. д. (29.876898, -97.931570).  За даними Бюро перепису населення США в 2010 році місто мало площу 78,61 км², з яких 78,27 км² — суходіл та 0,34 км² — водойми. В 2017 році площа становила 87,76 км², з яких 87,42 км² — суходіл та 0,34 км² — водойми.

### Клімат
| Клімат міста Сан-Маркос | Клімат міста Сан-Маркос | Клімат міста Сан-Маркос | Клімат міста Сан-Маркос | Клімат міста Сан-Маркос | Клімат міста Сан-Маркос | Клімат міста Сан-Маркос | Клімат міста Сан-Маркос | Клімат міста Сан-Маркос | Клімат міста Сан-Маркос | Клімат міста Сан-Маркос | Клімат міста Сан-Маркос | Клімат міста Сан-Маркос | Клімат міста Сан-Маркос |
| Показник                | Січ.                    | Лют.                    | Бер.                    | Квіт.                   | Трав.                   | Черв.                   | Лип.                    | Серп.                   | Вер.                    | Жовт.                   | Лист.                   | Груд.                   |                         |
| Абсолютний максимум, °C | 32                      | 37                      | 38                      | 39                      | 41                      | 43                      | 43                      | 44                      | 44                      | 38                      | 37                      | 32                      |                         |
| Середній максимум, °C   | 17                      | 19                      | 23                      | 27                      | 30                      | 33                      | 34                      | 36                      | 32                      | 28                      | 22                      | 17                      |                         |
| Середній мінімум, °C    | 4                       | 6                       | 9                       | 14                      | 19                      | 22                      | 23                      | 23                      | 20                      | 14                      | 9                       | 4                       |                         |
| Абсолютний мінімум, °C  | −19                     | −15                     | −8                      | −1                      | 4                       | 11                      | 13                      | 10                      | 4                       | −3                      | −8                      | −16                     |                         |
| Норма опадів, мм        | 52.3                    | 50.8                    | 63.0                    | 69.1                    | 104.9                   | 117.9                   | 63. 5                   | 55.6                    | 86.9                    | 110.0                   | 77.5                    | 58.2                    |                         |
| ----------------------- | ----------------------- | ----------------------- | ----------------------- | ----------------------- | ----------------------- | ----------------------- | ----------------------- | ----------------------- | ----------------------- | ----------------------- | ----------------------- | ----------------------- | ----------------------- |
| Джерело: weather.com    |                         |                         |                         |                         |                         |                         |                         |                         |                         |                         |                         |                         |                         |

## Демографія
Згідно з переписом 2010 року, у місті мешкали 44 894 особи в 17 031 домогосподарстві у складі 6485 родин. Густота населення становила 571 особа/км².  Було 18179 помешкань (231/км²).
Расовий склад населення:
| - 78,5 % — білих - 5,5 % — чорних або афроамериканців - 1,6 % — азіатів - 0,9 % — корінних американців - 0,1 % — вихідців з тихоокеанських островів - 10,4 % — осіб інших рас |

До двох чи більше рас належало 3,1 %. Частка іспаномовних становила 37,8 % від усіх жителів.
За віковим діапазоном населення розподілялося таким чином: 14,2 % — особи молодші 18 років, 79,1 % — особи у віці 18—64 років, 6,7 % — особи у віці 65 років та старші. Медіана віку мешканця становила 23,1 року. На 100 осіб жіночої статі у місті припадало 98,7 чоловіків;  на 100 жінок у віці від 18 років та старших — 97,5 чоловіків також старших 18 років.
Середній дохід на одне домашнє господарство  становив 42 356 доларів США (медіана — 28 923), а середній дохід на одну сім'ю — 60 790 доларів (медіана — 45 926). Медіана доходів становила 31 853 долари для чоловіків та 29 014 долари для жінок. За межею бідності перебувало 37,0 % осіб, у тому числі 38,8 % дітей у віці до 18 років та 12,3 % осіб у віці 65 років та старших.
Цивільне працевлаштоване населення становило 27 771 особа. Основні галузі зайнятості: освіта, охорона здоров'я та соціальна допомога — 23,2 %, роздрібна торгівля — 21,5 %, мистецтво, розваги та відпочинок — 19,5 %.